# Monteverdi Safari
Der Monteverdi Safari war ein Geländewagen des Schweizer Automobilherstellers Monteverdi, der zwischen 1976 und 1982 in größeren Stückzahlen hergestellt wurde. Ein Schwesterfahrzeug war der Monteverdi Sahara, der nur in einzelnen Exemplaren hergestellt wurde. Der Safari war Monteverdis erfolgreichstes Modell.

## Entwicklungsgeschichte
Auslöser für die Entwicklung des Safari war die erste Ölkrise Mitte der 1970er Jahre, in deren Folge der Absatz großer, teurer Sportwagen einbrach. Das galt auch für Monteverdis seit 1968 produzierte High Speed 375-Serie, von denen 1974 noch etwas mehr als 30 Exemplare und ein Jahr später sogar nur noch 20 Fahrzeuge verkauft wurden. 1974 und 1975 befand sich Monteverdi – wie viele andere Hersteller von Luxusfahrzeugen auch – in einer schweren wirtschaftlichen Krise, die die Existenz des Unternehmens ernsthaft in Frage stellte. Im Hinblick auf diese Entwicklungen war Peter Monteverdi der Ansicht, dass sein Unternehmen nur fortbestehen könne, wenn es ihm gelänge, künftig neue, preiswertere Fahrzeuge anzubieten und damit breitere Käuferschichten zu erschließen. Die Idee, dieses Ziel durch eine Expansion auf den Markt der Geländewagen zu erreichen, kam Monteverdi angesichts der Erfolge des britischen Range Rover, der seit 1970 angeboten wurde und dessen Verkaufszahlen auch während der Ölkrise weitgehend beständig blieben.
Bereits 1974 hatte sich Peter Monteverdi erstmals mit einem Geländewagen beschäftigt. Für den Wiener International-Harvester-Importeur hatte er einen International Harvester Scout mit einer aufgewerteten Innenausstattung versehen und das Fahrzeug äußerlich geringfügig verfremdet. Das Modell, das ein Einzelstück blieb, hatte äußerlich keine Gemeinsamkeiten mit dem späteren Safari. Durch dieses Projekt wurde Monteverdi allerdings auf den Scout aufmerksam, dessen kompakte Abmessungen annähernd denen des Range Rover entsprachen und der schon deshalb für den europäischen Markt von besonderer Attraktivität war.
Peter Monteverdi entwickelte den Safari im Laufe des Jahres 1975. Er griff dabei das Grundkonzept des Range Rover auf, dessen Layout und Dimensionen er im Wesentlichen für seinen eigenen Geländewagen übernahm. Wie dieser, war auch der Safari ein viersitziger, zweitüriger Geländewagen mit hochwertiger Ausstattung und großen Motoren. Peter Monteverdi verschwieg die Nähe seines Safari zum Range Rover nicht. Er kokettierte vielmehr damit und behauptete, der Grund für den Bau des Safari sei allein der (an sich zutreffende) Umstand gewesen, dass British Leyland den Range Rover nicht mit einem Automatikgetriebe habe liefern können.
Der Safari nutzte in weitaus größerem Maße als die High Speed 375-Reihe technische Komponenten aus der Großserie. Dadurch konnten die Entwicklungs- und Produktionskosten deutlich gesenkt werden, sodass auch der Verkaufspreis spürbar niedriger war als bei den bisherigen, von Monteverdi komplett selbst entwickelten Sportwagen. Gleichwohl handelte es sich bei dem Safari noch immer um ein hochpreisiges Auto. 1980 wurde er für einen Preis von 65.000 DM verkauft. Damit lag er auf dem Niveau des Coupés Mercedes-Benz 500 SLC und übertraf den Preis für einen voll ausgestatteten Range Rover um 50 Prozent.

## Das Fahrzeug

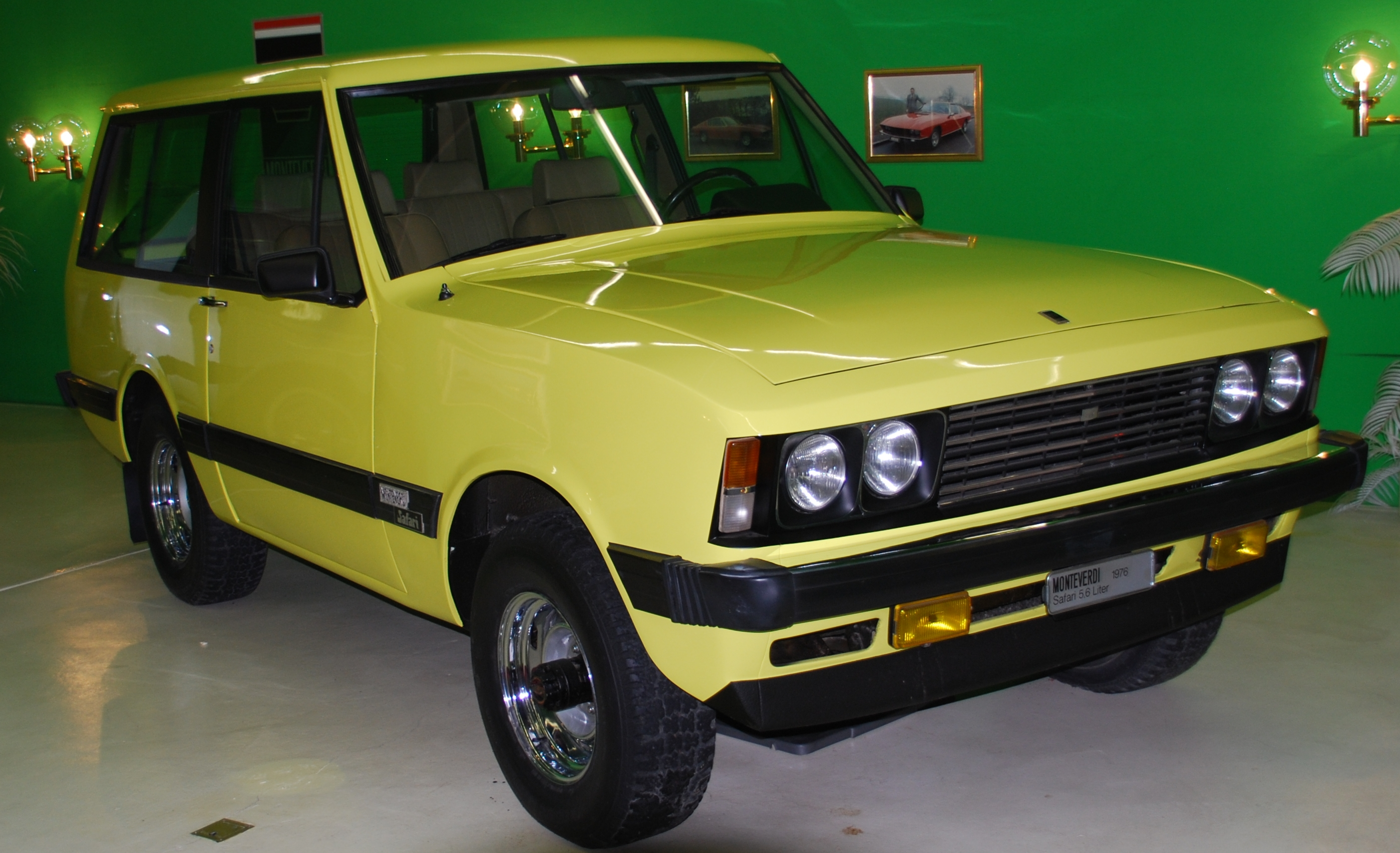
Monteverdi Safari

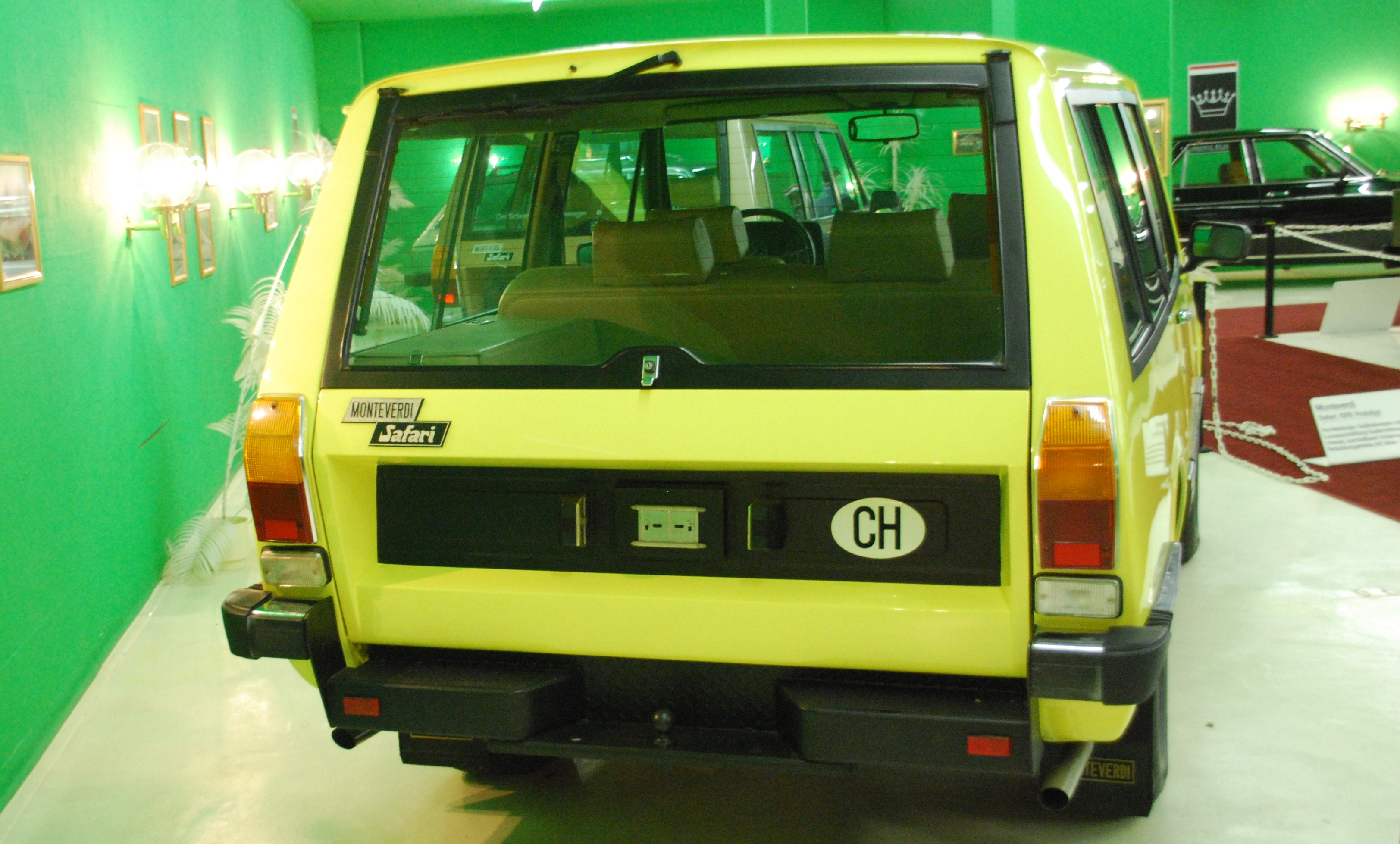
Heckpartie des Monteverdi Safari: Die Rückleuchten stammen vom Peugeot 504 Break, die Hecktür und die Verglasung vom Range Rover.

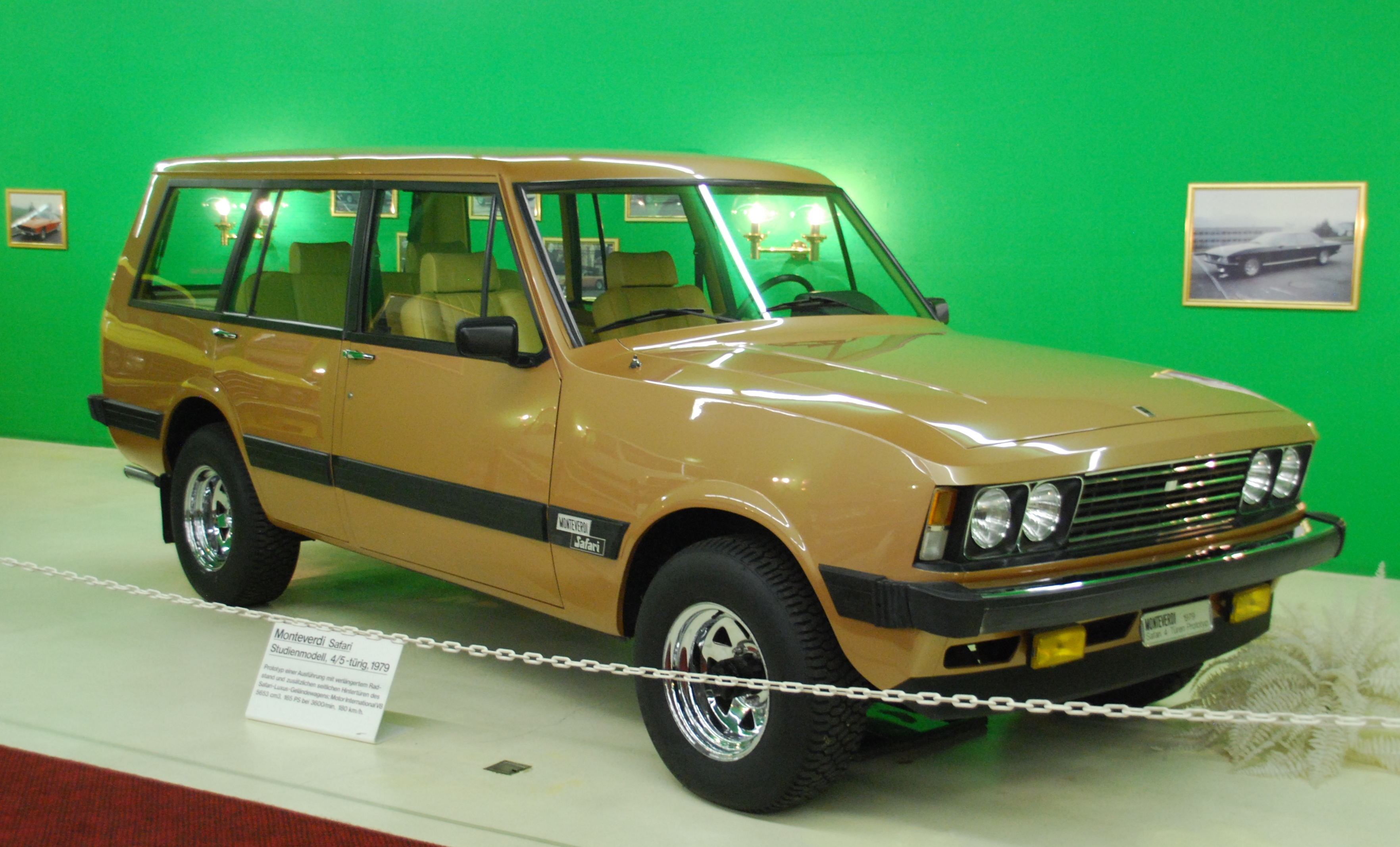
Blieb ein Einzelstück: die viertürige Version des Safari mit verlängertem Radstand.

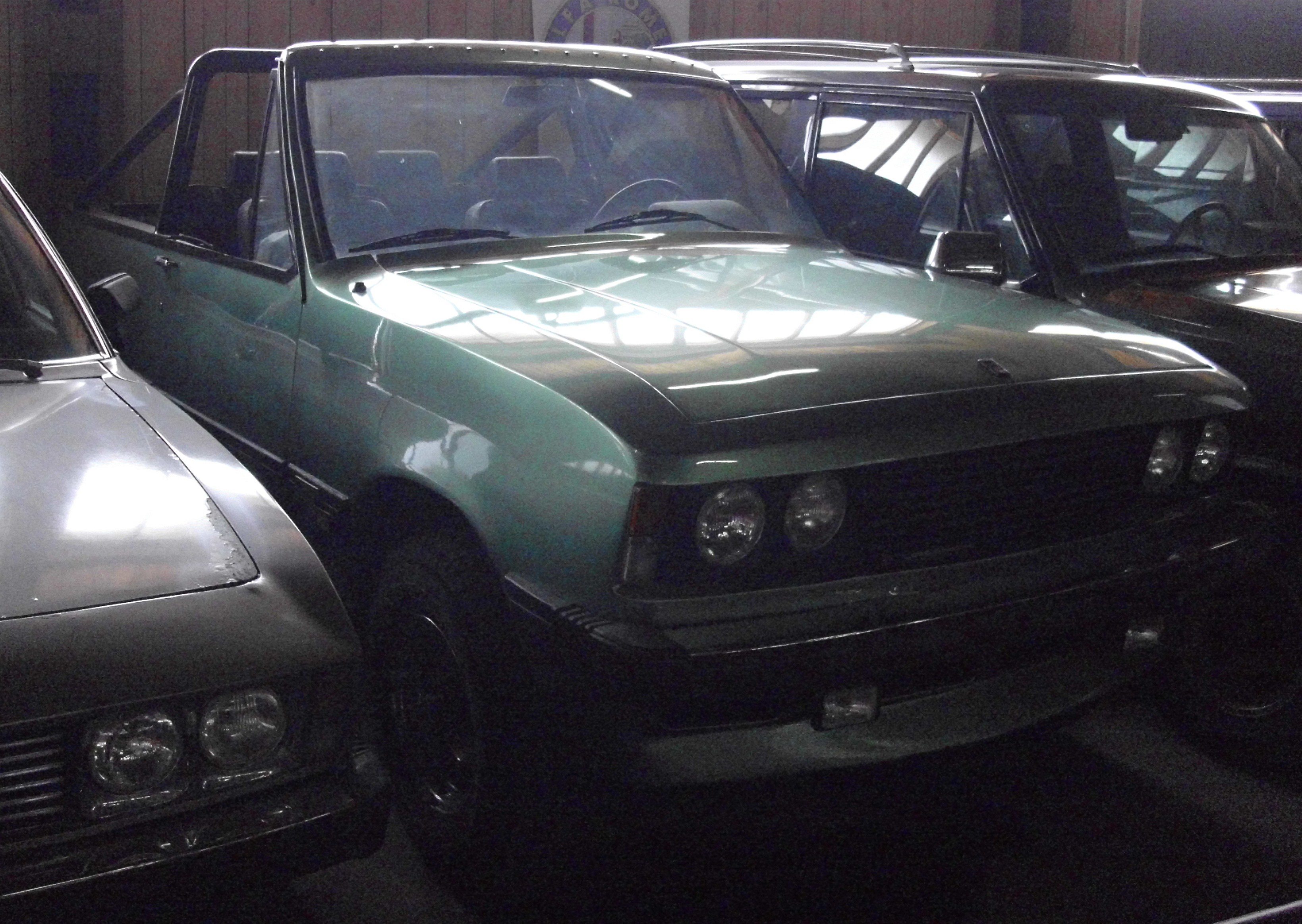
Offener Monteverdi Safari

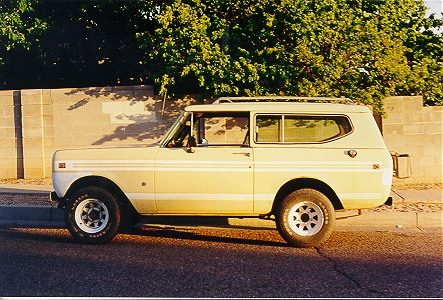
Lieferte die technische Basis für den Monteverdi Safari: der International Scout II.

Monteverdi verwendete für den Safari das Chassis und die Antriebstechnik des International Scout II.
Peter Monteverdi hatte 1975 einen Rahmen aus Vierkantrohren entworfen, auf dem der Safari aufgebaut werden sollte. Der erste Verkaufsprospekt, der anlässlich des Genfer Automobilsalons 1977 ausgegeben wurde, zeigte ein Bild dieser Eigenkonstruktion, verbunden mit dem Hinweis darauf, dass Monteverdis stabiler Rahmen die technische Grundlage der neuen Geländewagen bilde. Tatsächlich wurde Monteverdis Chassiskonstruktion allerdings in der Serienproduktion nicht verwendet. Stattdessen übernahm Monteverdi das serienmäßige Chassis des International Scout II. Die Gründe für diese Entscheidung sind nicht klar. Einige Quellen gehen davon aus, dass es Monteverdi nicht gelungen sei, ein Unternehmen zu finden, das in der Lage war, die erforderliche Menge an Fahrgestellen zu produzieren. Italienische Quellen aus den 1990er Jahren berichten hingegen, dass für Peter Monteverdi die Serienherstellung eines eigenen Chassis schlicht zu teuer wurde; die Verwendung der amerikanischen Standard-Konstruktion war danach wesentlich günstiger.
Weitere Komponenten aus dem International Scout waren die an Blattfedern aufgehängten starren Achsen des Herstellers Dana vorn und hinten, der (zuschaltbare) Allradantrieb, das Getriebe, das Differential, die Bremsen und die servounterstützte Lenkung.
Die Karosserie des Safari war dagegen eigenständig. Peter Monteverdi hatte den Aufbau nach eigenen Angaben selbst entworfen. Es handelte sich um einen glattflächigen, am europäischen Geschmack orientierten Kombiaufbau mit zwei Türen, für den zahlreiche Anbauteile unterschiedlicher Großserienhersteller übernommen wurden. Die Verglasung und (geteilte) Heckklappe stammten vom Range Rover, die Frontscheinwerfer vom Fiat 125 T Spezial, die Rückleuchten vom Peugeot 504 Break, und die Sitze sowie Teile der Stoßstangen kamen von BMW. Der Safari war auf Wunsch als Sicherheitsfahrzeug mit einer (leichten) Panzerung erhältlich. Serienmäßig gab es ihn mit zwei Türen, es wurde aber auch ein viertüriges Modell hergestellt, das ein Einzelstück blieb und heute im Monteverdi Automobilmuseum steht. Ein weiteres Einzelstück war ein offener Safari, der mit einem abnehmbaren Stoffverdeck ausgestattet war.
Im Innenraum legte Monteverdi Wert auf Sportlichkeit und Luxus. Sportliche Instrumentierung und vollständige Ausstattung machten den Wagen attraktiv für wohlhabende Kunden. Serienmäßig waren die Sportsitze mit Kunstleder bezogen; auf Wunsch gab es eine Lederausstattung. Einzelne Exemplare wurden mit weiteren Komponenten wie Diktiergerät und Fernseher ausgestattet.
Die Motoren bezog Monteverdi anfänglich von Chrysler; in den letzten Produktionsjahren des Safari wurden dagegen die serienmäßigen Motoren von International Harvester verwendet.
- Von 1976 bis 1978 wurde ein 5,2 Liter großer Achtzylindermotor von Chrysler angeboten, der 116 kW (160 PS) leistete.[11]
- Alternativ stand von 1976 bis 1977 eine auf 5,9 Liter vergrößerte Version dieses Motors mit 134 kW (182 PS) zur Verfügung.[12]
- Ab 1978 konnte statt des 5,9 Liter-Motors ein 7,2 Liter großer Achtzylindermotor mit 224 kW (305 PS) bestellt werden. Mit ihm war der Safari der am stärksten motorisierte europäische Geländewagen und, da sein Gewicht deutlich geringer war als das amerikanischer Konkurrenten wie des Plymouth Trailduster oder Chevrolet Blazer, der schnellste Geländewagen seiner Zeit. Von der 7,2-Liter-Version entstanden nur sieben Exemplare.[13] Sie wurden überwiegend an Kunden im Nahen Osten verkauft.[14]
- Ab 1978 wurde der 5,2 Liter große Chrysler-Motor durch einen 5,7 Liter großen Achtzylindermotor von International Harvester ersetzt, der 121 kW (165 PS) leistete und nach Ansicht Monteverdis besser auf den Einsatz im Gelände abgestimmt war als die von Chrysler. Das maximale Drehmoment belief sich auf nahezu 400 Nm.[15]
- Schließlich gibt es Berichte über ein Einzelstück, das mit einem 3,2 Liter großen Dieselmotor von Nissan ausgerüstet worden sein soll, der 70 kW (95 PS) abgab. Belege hierfür gibt es nicht. Gesichert ist lediglich, dass ein einzelner Monteverdi Sahara mit diesem Dieselmotor ausgerüstet wurde.

Der ganz überwiegende Teil der Safaris wurde mit einem automatischen Getriebe ausgestattet; nur wenige Modelle verließen das Werk mit Handschaltgetriebe.

## Produktion
Die Konstruktion des Safari übernahm die Carrozzeria Fissore in Savigliano, die seit 1968 regelmäßig die Karosserien für Monteverdis Sportwagen baute. Hier entstand auch der Prototyp.
Peter Monteverdi hatte anfänglich versucht, den Safari in der Schweiz bei Saurer aufbauen zu lassen; diese Planung ließ sich allerdings nicht realisieren. Mehreren Quellen zufolge entstand der Aufbau der Serien-Safaris nicht bei der Carrozzeria Fissore, sondern bei dem 1976 gegründeten italienischen Karosseriewerk Rayton Fissore, das zur Carrozzeria Fissore nur mittelbare Verbindungen hatte. Die Verarbeitungsqualität war problematisch. Der Safari war sehr rostanfällig, was einerseits auf die Verwendung teilweise mangelhafter Bleche und andererseits auf lückenhaften Korrosionsschutz zurückzuführen ist.
Der Safari war Monteverdis erfolgreichstes Modell. Es ließ sich sowohl in Europa als auch im Nahen Osten gut verkaufen. Ein Absatz in den Vereinigten Staaten von Amerika kam allerdings nicht in Betracht, da der Safari die amerikanischen Sicherheitsbestimmungen nicht einhielt. Der genaue Produktionsumfang des Safari ist nicht bekannt. Peter Monteverdi sprach wiederholt von etwa 3000 Exemplaren; manche Quellen beziffern die Produktion mit „etlichen Hundert Stück“ an. Es ist wahrscheinlich, dass die Produktion insgesamt (niedrige) vierstellige Zahlen erreicht hat.

## Marktlage
Nur wenige Fahrzeuge sind heute – 30 Jahre nach Produktionsende – noch einsatzbereit. Wenigstens ein hervorragend erhaltenes und zugelassenes Modell gibt es noch im Rheinland.
Angesichts der geringen Verfügbarkeit sind Gebrauchtwagenpreise schwer abzubilden. Olditax gab 2010 für einen Safari in gutem, unrestauriertem Zustand einen Preis von 14.000 Euro an. Für restaurierte Exemplare werden deutlich höhere Preise verlangt. 2024 bot Bonhams ein Fahrzeug von 1978 auf einer Auktion an, erwartete einen Preis zwischen 92.000 und 113.000 Euro, erzielte aber nur Gebote bis 71.655 Euro, sodass das Fahrzeug nicht versteigert wurde.

## Fahrzeuge der Konkurrenten
Der Monteverdi Safari spielte in den 1970er Jahren in einer eigenen Liga. Zwar war der Range Rover ein gutes und erfolgreiches Auto; es fehlte ihm aber an der Exklusivität des Safari und den zahlreichen Wahlmöglichkeiten, die Monteverdi-Kunden hatten. Konkurrenz erwuchs Monteverdi nur in der Schweiz selbst:
- Willy Felber in Morges am Genfersee griff Monteverdis Konzept auf und baute das Modell Oasis ebenfalls auf der Basis des International Harvester Scout. Anders als Monteverdi übernahm Felber die Karosserie des Scout weitgehend unverändert und installierte lediglich eine auffällige keilförmige Frontpartie. Die wesentlichen Änderungen fanden unter dem Blech statt. Felber installierte jeden vom Kunden gewünschten Motor – in einem Fall auch den Achtzylinder aus einem Rolls-Royce – und wertete das Interieur mit teurem Leder und diversen Spielereien erheblich auf. Diese Fahrzeuge waren allerdings nicht für Stückzahlen bestimmt, die Monteverdi erreichen wollte. Felber produzierte in fünf Jahren etwa 30 Exemplare des Oasis.
- Noch exklusiver waren die Geländewagen von Franco Sbarro, der die auffälligen Modelle Windhound (mit zwei Achsen) und Windhawk (mit drei Achsen) konstruiert hatte. Es waren Unikate, die auf Kundenwunsch gebaut wurden.
- Der deutsche Automobilhersteller Bitter übernahm Monteverdis Konzept für den 1976 vorgestellten Bitter Blazer, einen Geländewagen auf der Basis des Chevrolet Blazer, mit einer durch Leuchteneinheiten vom Opel Admiral B europäisierten Frontpartie und modifizierter Innenausstattung. Der Bitter Blazer blieb ein Einzelstück.

Erst später, nachdem die Produktion des Safari bereits eingestellt war, besetzten auch andere Hersteller die Nische des luxuriösen Geländewagens.